# Nemenzophyllia
Genre
Nemenzophyllia est un genre de scléractiniaires (coraux durs). Bien que parfois assigné à la famille des Caryophylliidae, ce genre est actuellement considéré comme de position incertaine au sein de l'arbre phylogénique des coraux durs.

## Liste des espèces
Selon World Register of Marine Species (14 février 2019) :
- Nemenzophyllia turbida Hodgson & Ross, 1982

## Étymologie
Le nom du genre Nemenzophyllia a été choisi en l'honneur de Francisco Nemenzo, l'un des pionniers de l'étude des coraux philippins.

## Publication originale
- (en) Gregor Hodgson et Michael A. Ross, « Unreported scleractinian corals from the Philippines », Proceedings. International Coral Reef Symposium, vol. 2,‎ juin 1981, p. 171-175 (ISSN 0272-2615, lire en ligne).